# Леґоґіе Насаджу
Леґоґіе Насаджу (груз. ლეგოგიე ნასაჯუ) — село в Грузії.
За даними перепису населення 2014 року в селі проживає 280 осіб.